# Дорогичинський район
Дорогичинський район (Дрогичинський район, біл. Драгічынскі раён) — адміністративно-територіальна одиниця у складі Берестейської області Білорусі. Адміністративний центр  — місто Дорогичин. Повністю входить до української етнічної території та є частиною Берестейщини.

## Географія
На заході межує з Кобринським районом, протяжність кордону — 72 км, на півночі з Березівським — 72,5 км, на сході з Івановським — 77 км, на півдні з Любешівським районом Волинської області — 40,5 км.

## Історія
Перші поселення людей, як свідчать історики тут мешкали ще за 11-9 тис. років до н. е. Одна з найдревніших стоянок розташовувалася поблизу села Хомськ, урочище Городок. У пізнішу епоху 7-5 тис. років до н. е. поселення займали річкові долини, приозерні краї.
З кінця 9 століття Дорогичинщина входила до складу Київської Русі. В середині 12 століття було утворено Дорогочинське князівство, столицею якого був Дорогичин. В 13 столітті Дорогочинське князівство було спустошено татарами, а потім захоплено Великим князівством Литовським. Наприкінці 18 століття територія Дрогочина було окупована Російською імперією, з 1795 року Дорогичинщина — у складі Кобринського повіту Слонімської, з 1797 року Литовської, з 1801 — Гродненської губерній.
У 1915—1918 роках Дорогичинщина окупована кайзерівською Німеччиною, у першу світову війну в 1919—1920 роках — військами Польщі.
У 1921—1939 роках Дорогичинщина в складі Польщі — центр повіту Поліського воєводства. Після приєднання Берестейщини до БРСР у 1939 році Дорогичин та частина майбутнього району увійшли до складу Пінської області. 1940 році створений Дорогичинський район.
З 25 червня 1941 року район окупована німецькими військами.
Під час Другої світової війни та післявоєнної української збройної боротьби проти радянської окупаційної влади район належав до Пинського надрайону («Степ») Берестейського окружного проводу ОУН. Входив до зони активності УПА.
17 липня 1944 року район зайняла 61-а армія 1-го Білоруського фронту в ході білоруської операції.
З 1954 район у складі Берестейської області.

## Адміністративно-територіальний устрій
Адміністративно-територіальний устрій району:
- місто Дорогичин
- смт Антопіль
- Антопільська сільська рада
  - село Бобки
  - село Буди
  - село Вулька
  - село Галик
  - село Гориці
  - село Губерня
  - село Дітковичі
  - село Дубова
  - село Залісся
  - село Коти
  - село Лави
  - село Меневеж
  - село Нова Темра
  - село Новосілки
  - село Осиповичі
  - село Першомайськ
  - село Підлісся
  - село Рашин
  - село Рожок
  - село Свекличі
  - село Татарновичі
  - село Хомичиці
  - село Ямник
- Бездіжанська сільська рада
  - село Бездіж
  - село Біла
  - село Завершшя
  - село Заклетення
  - село Застав'я
  - село Кокориця
  - село Кремно
  - село Микитськ
- Брашевицька сільська рада
  - село Брашевичі
  - село Вулька
  - село Гумнище
  - село Димськ
  - село Завелев'я
  - село Паці
  - село Суботи
  - село Цибки
- Вульківська сільська рада
  - село Белинок
  - село Вулька
  - село Лосинці
  - село Осовляни
  - село Симоновичі
- Дорогичинська сільська рада
  - село Вавуличі
  - село Гутово
  - село Дроботи
  - село Дубове
  - село Дуброва
  - село Залужжя
  - село Заплісся
  - село Лежитковичі
  - село Липники
  - село Мисовці
  - село Нагір'я
  - село Новики
  - село Огдемер
  - село Перковичі
  - село Пигаси
  - село Ровини
  - село Салово
  - село Семоновщина
  - село Сиреневка
  - село Скибичі
  - село Сороцні
  - село Сутки
  - село Юзефини
- Закозельська сільська рада
  - село Воловель
  - село Вулька-Радовецька
  - село Головчиці
  - село Дятловичі
  - село Закозель
  - село Карловичі
  - село Каролин
  - село Корсунь
  - село Литовськ
  - село Орловичі
  - село Пигановичі
  - село Селище
  - село Суличево
  - село Толкове
- Іменинська сільська рада
  - село Бродок
  - село Віри
  - село Деревна
  - село Занів'я
  - село Зелово
  - село Іменин
  - село Мостки
  - село Сукачі
  - село Татар'я
- Немержанська сільська рада
  - село Алексієвичі
  - село Всходи
  - село Лесники
  - село Немержа
  - село Переспа
  - село Скрипелі
  - село Тиневичі
- Осовецька сільська рада
  - село Адамово
  - село Білин
  - село Білинок
  - село Гута
  - село Крестиново
  - село Малиновка
  - село Осовці
  - село Пухова
  - село Язвини
  - село Ялоч
- Попинська сільська рада
  - село Великий Лес
  - село Вулька Попинська
  - село Заречка
  - село Кублик
  - село Людвиново
  - село Ляховичі
  - село Марциново
  - село Нова Попина
  - село Попина
  - село Хідри
- Радостівська сільська рада
  - село Горавиця
  - село Залісся
  - село Радостове
  - село Рожне
  - село Сваринь
- Хомська сільська рада
  - село Гнилець
  - село Гошево
  - село Дубровки
  - село Жабер
  - село Заєлення
  - село Заточчя
  - село Марковичі
  - село Старомлини
  - село Хомськ
  - село Чернієвичі

Колишні сільські ради:
- Головчицька сільська рада (ліквідована 17 вересня 2013 року[6])
- Гутовська сільська рада (ліквідована 17 вересня 2013 року[6])
- Дітковицька сільська рада (ліквідована 17 вересня 2013 року[6])

## Населення
Корінним населенням всього Дорогичинського району є українці.
За переписом населення Білорусі 2009 року чисельність населення району становило 42 948 осіб.

### Національність
Розподіл населення за рідною національністю за даними перепису 2009 року:
| Національність               | Осіб  | Відсоток |
| ---------------------------- | ----- | -------- |
| білоруси                     | 40850 | 95,12 %  |
| росіяни                      | 913   | 2,13 %   |
| українці                     | 890   | 2,07 %   |
| цигани                       | 87    | 0,20 %   |
| вірмени                      | 49    | 0,11 %   |
| поляки                       | 47    | 0,11 %   |
| національність не вказана    | 43    | 0,10 %   |
| татари                       | 13    | 0,03 %   |
| німці                        | 10    | 0,02 %   |
| молдовани                    | 7     | 0,02 %   |
| дві та більше національності | 6     | 0,01 %   |
| азербайджанці                | 5     | 0,01 %   |
| узбеки                       | 4     | 0,01 %   |
| литовці                      | 3     | 0,01 %   |
| мордва                       | 3     | 0,01 %   |
| болгари                      | 3     | 0,01 %   |
| марійці                      | 3     | 0,01 %   |
| чеченці                      | 2     | 0,00 %   |
| євреї                        | 1     | 0,00 %   |
| грузини                      | 1     | 0,00 %   |
| казахи                       | 1     | 0,00 %   |
| чуваші                       | 1     | 0,00 %   |
| таджики                      | 1     | 0,00 %   |
| удмурти                      | 1     | 0,00 %   |
| естонці                      | 1     | 0,00 %   |
| комі                         | 1     | 0,00 %   |
| даргинці                     | 1     | 0,00 %   |
| талиші                       | 1     | 0,00 %   |
| Разом                        | 42948 | 100 %    |

## Особистості

### Народилися
- Кузьміч Миколай Петрович — білоруський художник, золотар (село Вулька).